# ウィリアム・マクレー (植物学者)
ウィリアム・マクレー（William McRae, 1878年5月26日 - 1952年7月8日）は、スコットランドの植物学者。菌類とくに地衣類を専門とする。主にインドにおいて幅広く研究活動を行った。

## 生涯
彼は1878年5月26日に、ウィリアム・マクレーとマーガレット・ユーニーの息子として誕生した。一家はエディンバラのプリンス・ストリート90番で暮らしていた。彼はエディンバラのジェイムズ・ガレスピー高校で学び、エディンバラ大学で科学を修めた。卒業後は、ドイツのミュンヘン大学の大学院で研究を続けた。
彼はロンドンの王立科学大学で実験助手として働き、1908年にインドに渡った。彼はインド農業局に入り、続いてマドラスの帝国農業研究所で「政府菌学者」の立場となった。彼は後に同研究所の所長となった。
1934年、彼はインド帝国勲章のコマンダーの授与を受けた。1936年、エディンバラ王立学会フェローに選出。推薦者はマルコム・ウィルソン、ウィリアム・ライト・スミス、ロバート・キャンベル、そしてジョン・マックイーン・コーワンであった。
彼は妻や家族とともにエディンバラで余生を過ごし、1952年7月8日に死去した。